# Grenade
"Grenade" é uma canção do cantor norte-americano Bruno Mars, para o seu álbum de estreia Doo-Wops & Hooligans. Inicialmente lançado como single promocional a 28 de setembro de 2010, foi mais tarde confirmado como segundo single retirado do disco. É a primeira faixa do projecto de estúdio, e foi produzido por The Smeezingtons e escrito pelo próprio Mars com Claude Kelly, Philip Lawrence, Ari Levine, Brody Brown e Andrew Wyatt. Foi positivamente criticado, destacando os vocais emotivos da letra da música. Alcançou a liderança na Billboard Hot 100 na semana que termina a 8 de janeiro de 2010.
O vídeo musical da canção foi lançado em 15 de abril de 2011. Mars arrasta um piano durante a maior parte do video. O videoclipe foi dirigido por Nabil.

## Faixas
| Download digital |           |         |  |
| N.º              | Título    | Duração |  |
| 1.               | "Grenade" | 3:42    |  |

| CD single da Alemanha |                                                                    |         |  |
| N.º                   | Título                                                             | Duração |  |
| 1.                    | "Grenade"                                                          | 3:42    |  |
| 2.                    | "Just the Way You Are" (Carl Louis Martin & Danielle clássico Mix) | 5:17    |  |

| Sessão Grenade digital EP |                                         |         |  |
| N.º                       | Título                                  | Duração |  |
| 1.                        | "Grenade"                               | 3:42    |  |
| 2.                        | "Catch a Grenade" (The Remix Hooligans) | 3:30    |  |
| 3.                        | "Grenade" (Passion Pit Remix)           | 6:10    |  |
| 4.                        | "Grenade" (Acústico)                    | 4:09    |  |
| 5.                        | "Grenade" (Videoclipe)                  | 3:40    |  |

## Desempenho nas tabelas musicais

### Posições
| Tabelas musicais (2010)            | Melhor posição |
| ---------------------------------- | -------------- |
| Austrália - ARIA Charts            | 1              |
| Bélgica - Ultratop(Flandres)       | 1              |
| Bélgica - Ultratip                 | 1              |
| Canadá - Canadian Hot 100          | 1              |
| Estados Unidos - Billboard Hot 100 | 1              |
| União Europeia - EURO 200          | 1              |
| Mundo - World Singles Top 40       | 1              |